# Oksava
Oksava är en tätort belägen i Haapajärvi och Nivala städer i landskapet Norra Österbotten i Finland. Vid tätortsavgränsningen den 31 december 2021 hade tätorten 638 invånare (varav 403 i Haapajärvi och 235 i Nivala) och omfattade en landareal av 8,27 kvadratkilometer. Tätorten består av bebyggelse längs med Kalajoki älv, huvudsakligen på norra sidan av älven. Orterna Oksava, Arvola, Autionranta, Jokikylä, Ojakylä och del av Karvoskylä ingick i tätorten 2021.

## Befolkningsutveckling
| Befolkningsutvecklingen i Oksava 1960–2021 | Befolkningsutvecklingen i Oksava 1960–2021 | Befolkningsutvecklingen i Oksava 1960–2021 | Befolkningsutvecklingen i Oksava 1960–2021 | Befolkningsutvecklingen i Oksava 1960–2021 |
| ------------------------------------------ | ------------------------------------------ | ------------------------------------------ | ------------------------------------------ | ------------------------------------------ |
|                                            |                                            |                                            |                                            |                                            |
| År                                         |                                            |                                            | Folkmängd                                  | Landareal (km²)                            |
| 1960                                       | 1960                                       |                                            | 1 309                                      | 12,50                                      |
| 1970                                       | 1970                                       |                                            | 921                                        | 11,50                                      |
| 1980                                       | 1980                                       |                                            | 734                                        | 11,3                                       |
| 1985                                       | 1985                                       |                                            | 531                                        |                                            |
| 1990                                       | 1990                                       |                                            | 1 326                                      | 17,5                                       |
| 1995                                       | 1995                                       |                                            | 1 354                                      | 17,9                                       |
| 2000                                       | 2000                                       |                                            | 791                                        | 9,1                                        |
| 2005                                       | 2005                                       |                                            | 1 093                                      | 13,2                                       |
| 2010                                       | 2010                                       |                                            | 771                                        | 8,17                                       |
| 2015                                       | 2015                                       |                                            | 415                                        | 4,55                                       |
| 2020                                       | 2020                                       |                                            | 715                                        | 9,49                                       |
| 2021                                       | 2021                                       |                                            | 638                                        | 8,27                                       |

1990–1995 och 2005–2010 var tätorten delad mellan Haapajärvi och Nivala (dock bodde samtliga invånarna i tätorten 1990 i Haapajärvi stad). 2000 och 2011–2017 låg tätorten endast i Haapajärvi stad. Sedan 2018 är den åter delad mellan Haapajärvi och Nivala.